# Liberty Hall
Il Liberty Hall è un edificio di Dublino situato ad Eden Quay, sponda nord del Liffey, sede del SIPTU, il più grande sindacato d'Irlanda. Trattasi di un piccolo grattacielo alto 59 metri, per lungo tempo il più alto della nazione ma sorpassato successivamente dal Cork County Hall, a sua volta superato dalla Elysian Tower sempre a Cork. 

Nell'isola d'Irlanda invece è soltanto settimo, mantenendo per ora il record d'altezza soltanto a Dublino. Tuttavia la sua maggiore importanza si ha a livello storico quando non era un grattacielo ma un semplice palazzo, sede prima dell'Irish Transport and General Workers Union all'inizio del XX secolo e successivamente della Irish Citizen Army (ICA).

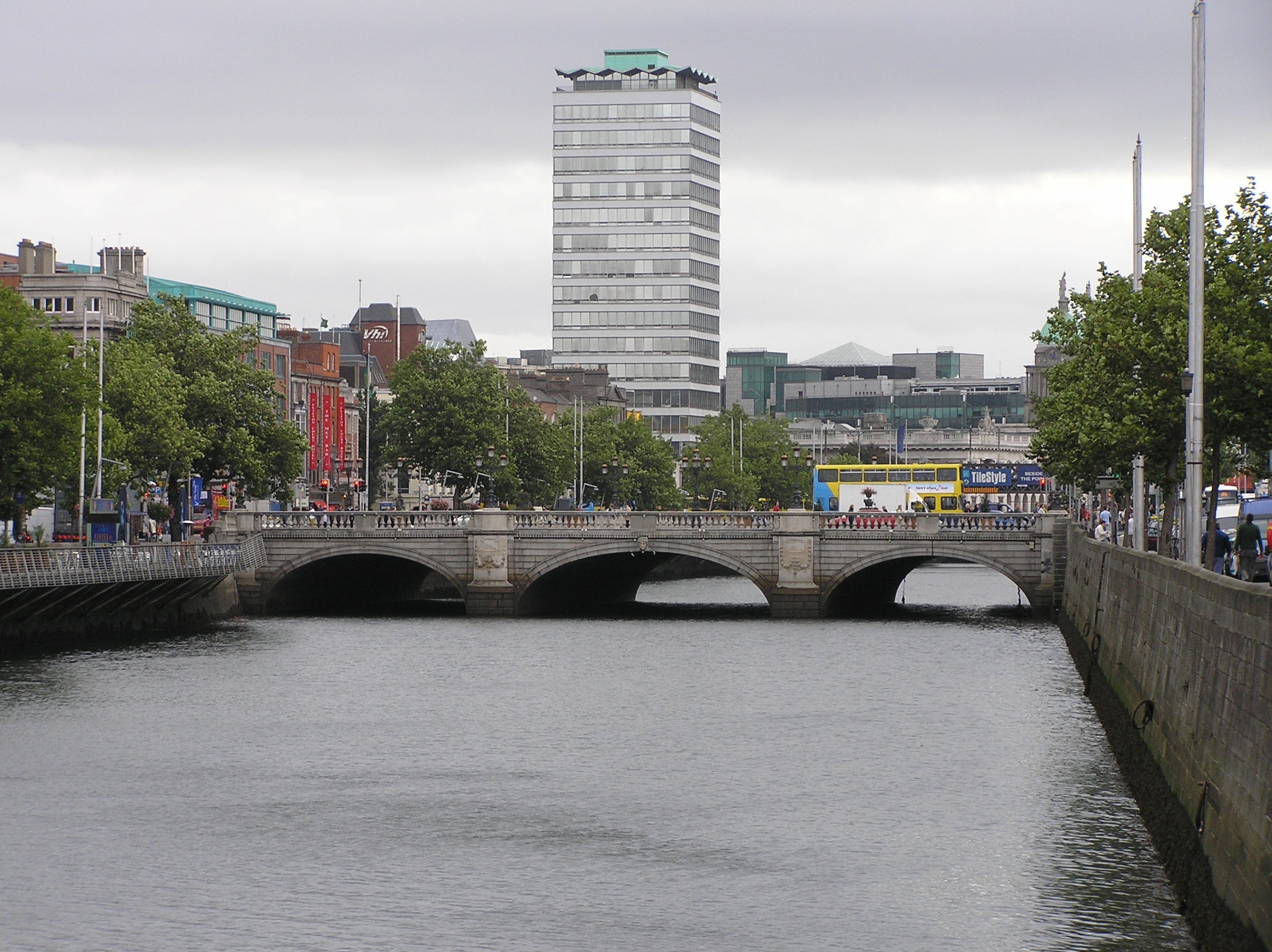
Il Liberty Hall svetta su O'Connell Bridge